# オデット・バンシロン
オデット・バンシロン (仏: Odette Lucie Bancilhon, Odette Schmitt-Bancilhon、1908年9月22日 - 1998年) は、フランスの天文学者である。1930年代から1940年代にかけてアルジェリアのアルジェ天文台で研究を行い、1934年に衛星を持つ小惑星セヴェノーラを発見したことで知られている。独身時代の論文は全て、当時の専門分野の慣習どおりにO. Bancilhonと署名されている。

## 来歴と実績
科学を専攻して卒業すると、バンシロンは1932年12月7日付でアルジェ天文台臨時職につく（1年契約）。アルフレッド・シュミットが兵役で職場を離れると決まると、バンシロンはその職責を代行した。
その立場で小惑星1333を発見（1934年）、セヴェノーラと命名する。同天文台の正職員に任用されるのは1937年11月1日であった。
同僚のシュミットと1942年9月12日に結婚して以降、研究論文はO. Schmitt-Bancilhon と署名している。夫妻はストラスブール天文台へ配置転換されるとフランスに戻り、1950年1月1日付で着任した。助手の職を得たシュミット・バンシロンは数年勤めている。その後、再び海外へ赴いた夫妻は1956年10月2日から1958年4月10日の期間をエクアドルのキト天文台で観測を続ける。夫は天文台長を務め、シュミット・バンシロンは助手の仕事につき1964年7月1日に退職する。

シュミット・バンシロンがフランスで働いていた1951年9月27日、ルイ・ボワイエは小惑星を発見し、シュミット・バンシロンの旧姓にちなんで「バンシロン」と名付けた。ボワイエもアルジェ天文台時代の同僚であった。

## 主な著作
共著
- Schmitt, A., ; O. Schmitt-Bancilhon. "Positions of Comets obtained visually at the Equatorial Coudé of the Algiers Observatory." Observer Journal 31 (1948): 164.